# Eliasz Zwiefach
Eliasz Zwiefach (ur. 1910 w Krakowie, zm. 1987 w Londynie) – polski lekarz-otorynolaryngolog, profesor Uniwersytetu Londyńskiego.

## Życiorys
W 1936 ukończył studia medyczne na Uniwersytecie Jagiellońskim, dwa lata później obronił doktorat z medycyny. Do wybuchu II wojny światowej pracował w krakowskim szpitalu im. Gabriela Narutowicza, następnie przedostał się przez Francję do Wielkiej Brytanii. W 1949 uzyskał „Diploma of Laryngology and Otology”, a dwa lata później dyplom specjalisty-chirurga (Diploma od Fellow and Royal College of Surgeons of England). Od 1953 zajmował stanowisko „senior lecturer” w Institute of Laryngology and Otology Uniwersytetu Londyńskiego. Członek Polskiego Towarzystwa Naukowego na Obczyźnie.
Prowadził badania nad twardzielą.